# Lukáš Richtr
Lukáš Richtr (* 2. dubna 2002 Plzeň) je český dorostenecký reprezentant v orientačním běhu. Jeho největším úspěchem jsou dvě zlaté a jedna stříbrná medaile ze Středoevropského poháru dorostu 2018, který se konal v maďarském Csákváru a jedna stříbrná a bronzová medaile ze Středoevropského poháru dorostu 2017, jenž se konal v polské Sobótce. V současnosti běhá za český klub Západočeské sportovní centrum OB.

## Sportovní kariéra

### Umístění na SPD
| Přehled úspěchů na Středoevropském poháru dorostu | Přehled úspěchů na Středoevropském poháru dorostu | Přehled úspěchů na Středoevropském poháru dorostu | Přehled úspěchů na Středoevropském poháru dorostu | Přehled úspěchů na Středoevropském poháru dorostu |
| Středoevropský pohár dorostu                      | Sprint                                            | Middle                                            | Long                                              | Štafety                                           |
| ------------------------------------------------- | ------------------------------------------------- | ------------------------------------------------- | ------------------------------------------------- | ------------------------------------------------- |
| Csákvár 2018                                      | X                                                 | 2. místo                                          | 1. místo                                          | 1. místo                                          |
| Sobótka 2017                                      | 4. místo                                          | 2. místo                                          | X                                                 | 3. místo                                          |